# Фактор рывка

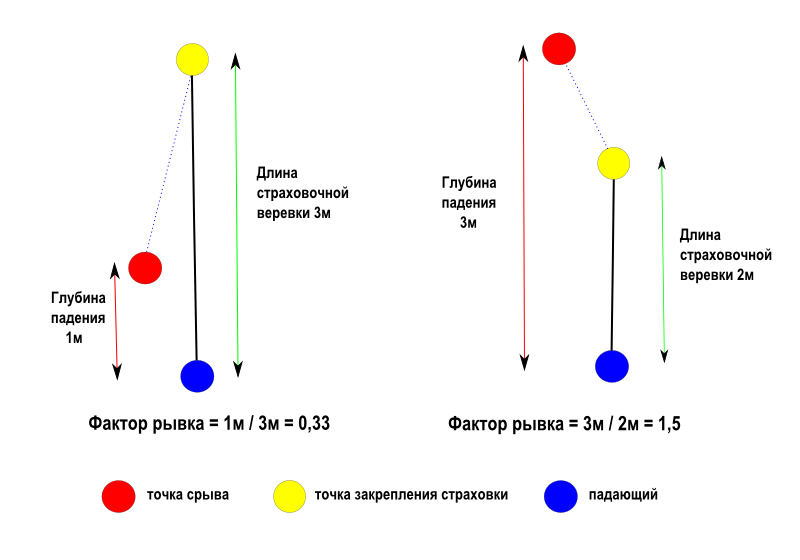
Фактор рывка с верхней и нижней страховкой

Фа́ктор рывка́ (коэффицие́нт паде́ния, англ. fall factor — «фактор падения») — геометрический показатель, характеризующий относительную нагрузку на систему страховки альпиниста при срыве. Определяют как отношение высоты падения к длине альпинистской верёвки, используемой для остановки падения. В альпинизме и скалолазании может принимать значения от 0 до 2. При страховке скользящим карабином за вертикальные опоры (виа-феррата) может быть больше 2.
Нагрузки на страховочную цепь зависят как от фактора падения, так и от жёсткости верёвки. Падение на статической верёвке с фактором больше 0 даст более жёсткий рывок, чем падение с тем же фактором на динамической верёвке.
Падения с фактором рывка от 0 до 1 считают условно безопасными, они возникают, как правило, при верхней страховке лезущего (то есть, когда точка закрепления страховочной верёвки находится выше лезущего).
Падения с фактором рывка от 1 до 2 могут стать причиной серьёзных травм, и в отдельных случаях даже привести к разрушению системы страховки. Такие падения происходят, как правило, когда крайняя точка закрепления страховочной верёвки находится ниже лезущего.
При риске падения с фактором рывка более 1 для уменьшения нагрузки, приходящейся на тело человека, следует использовать амортизаторы рывка, либо специальные страховочные устройства для поглощения энергии падения.

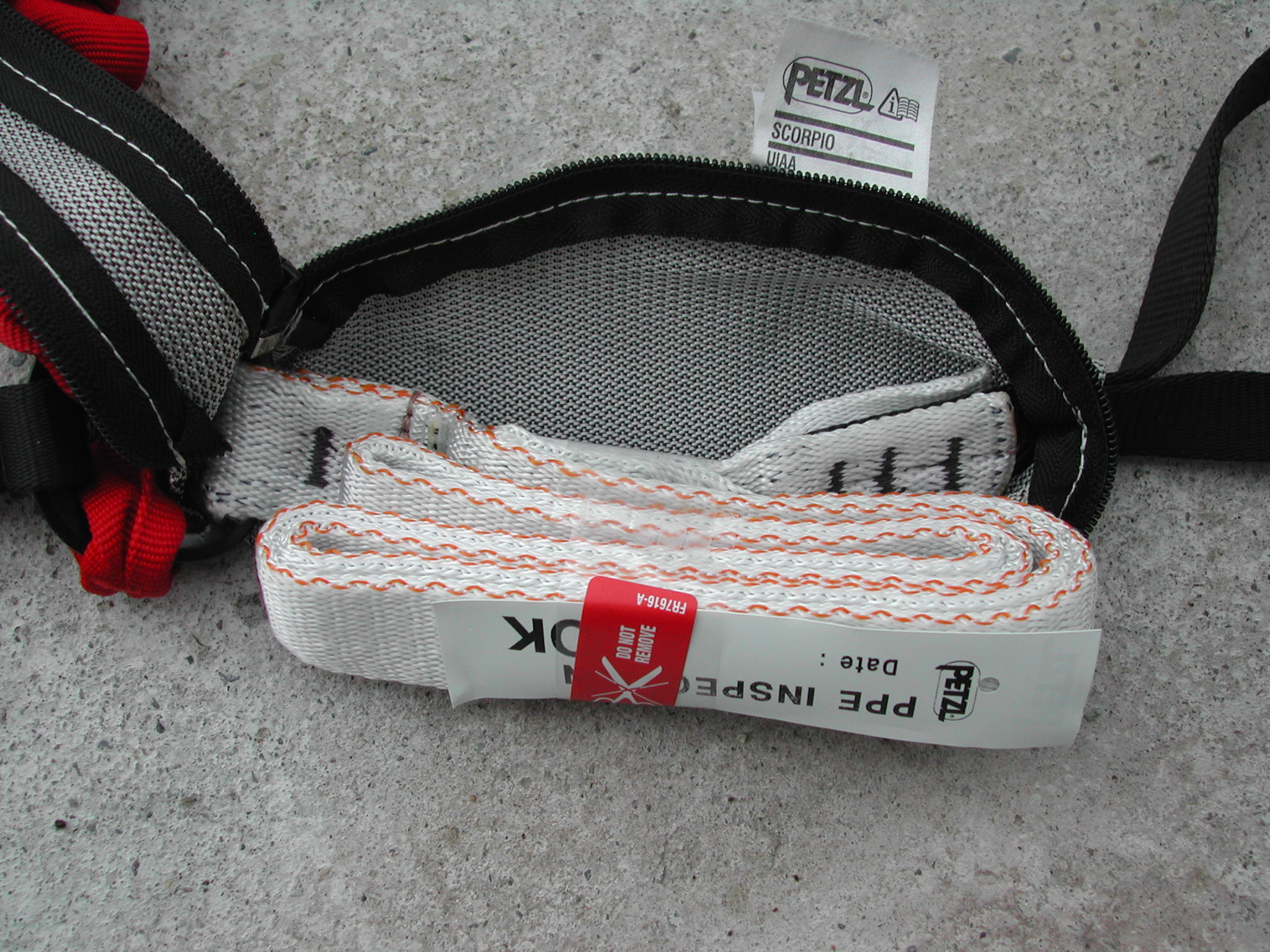
Амортизатор, снижающий фактор рывка до безопасного, для человека, уровня